# 2676 Орхус
2676 Орхус (2676 Aarhus) — астероїд головного поясу, відкритий 25 серпня 1933 року.
Тіссеранів параметр щодо Юпітера — 3,509.